# Misumenops ocellatus
Misumenops ocellatus es una especie de araña cangrejo del género Misumenops, familia Thomisidae. Fue descrita científicamente por Tullgren en 1905.

## Distribución
Esta especie se encuentra en Bolivia y Argentina.